# 鹿巢山
鹿巢山（英語：Luk Chau Shan），又名六巢山或鹿槽山，位於香港新界東北部沙田區馬鞍山昂平西北面的一座小山峰，座落於馬鞍山與石芽山之間。鹿巢山分東、西兩峰，三角網測站位於近富安花園的西峰，而在石壟仔舊村之上的東峰亦被稱為石壟仔，是以奇岩怪石而聞名的「鹿巢山石林」所在。

## 石林
鹿巢山石林主要分為三部分：其一是位於東峰山頂最易到達的「鹿巢頂石林」；其二是位於山西腹地廣達0.07平方公里的「石壟仔石林」；最後是在山之西北緣的「鹿巢坳石林」，統稱為「鹿巢山石林」。

### 地質及岩石
在1億3,000萬年前鹿巢山附近一座火山噴發，其噴發產物逐漸形成「粗粒晶屑含礫凝灰岩」或「火山礫凝灰岩」，被分類為「淺水灣火山岩群摩星嶺組」，岩石顆粒粗大不均，並含有大量火山角礫，這些大塊棱角形大岩屑極易風化破碎，在岩石巨礫面表面上形成凹槽，構成千姿百態、造型古怪的岩石。
東峰的山脊向西北伸延，在山脊與南峰之間為一鞍形低凹地帶，有一條東北向斷層一直向北切過馬鞍山礦場露天採礦區的東側，斷層分隔開東南面的火山岩及西北面的花崗岩。

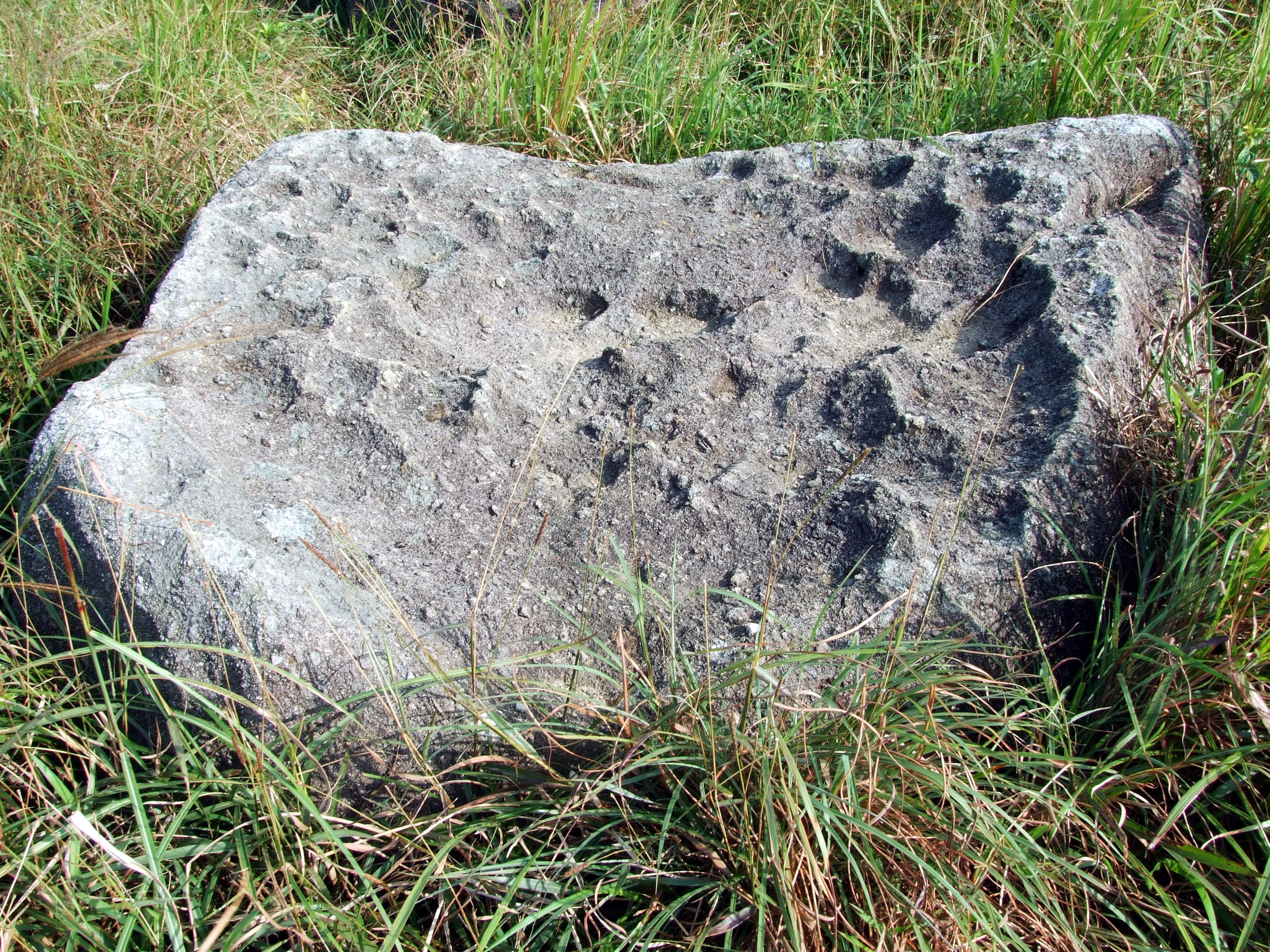
鹿巢頂佈滿凹槽的凝灰岩
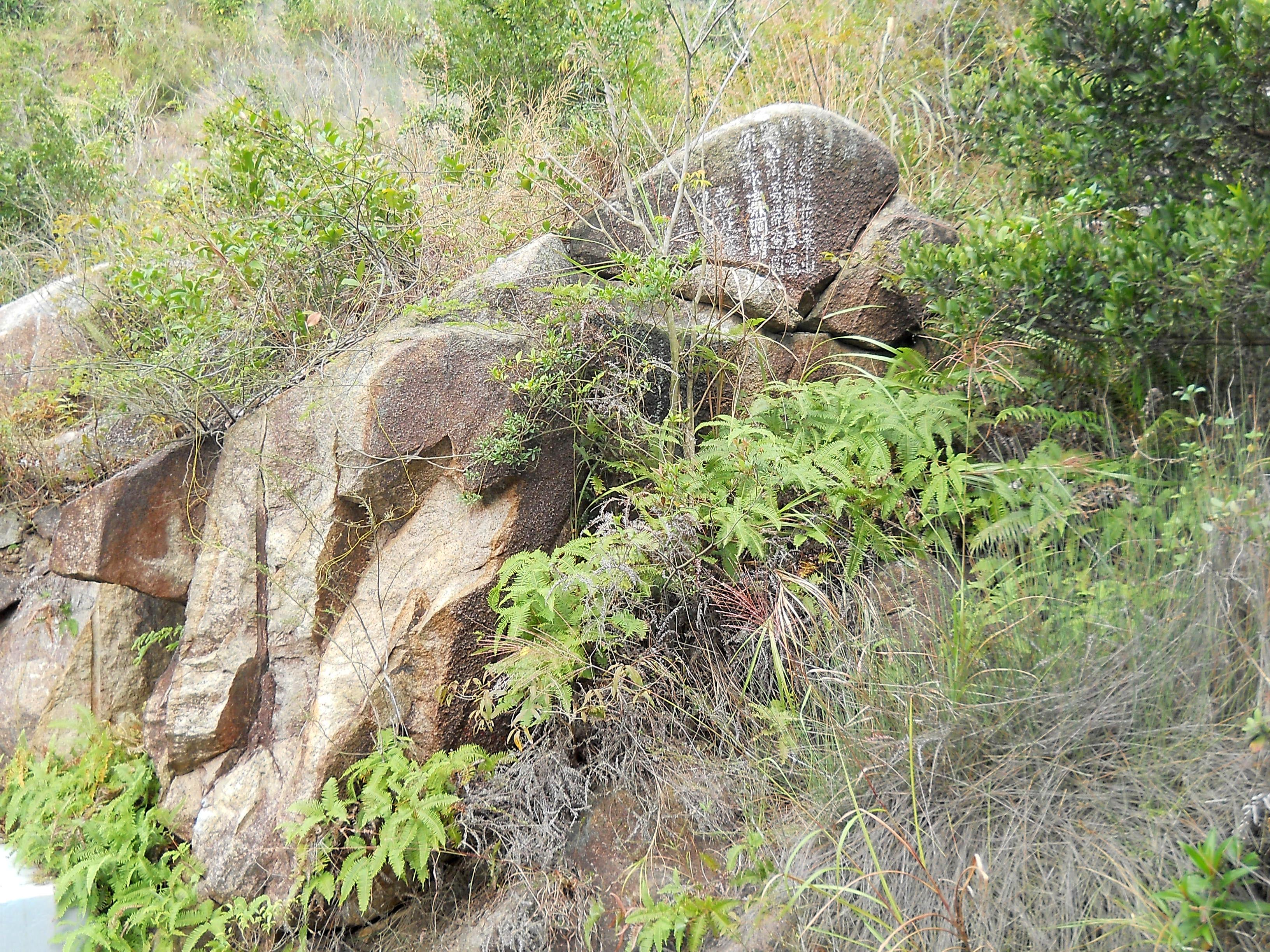
鹿巢坳的是常見的花崗岩

### 鹿巢頂石林
由馬鞍山郊遊徑與麥理浩徑第四段交接的馬鞍坳涼亭後的小路，沿南麓登上東峰峰頂，頂上岩群聚集，主要石景均在這裡，包括「龍船石」或「獨木舟石」、「鱷魚張口」、「蜥蜴望海」及「試劍石」等。

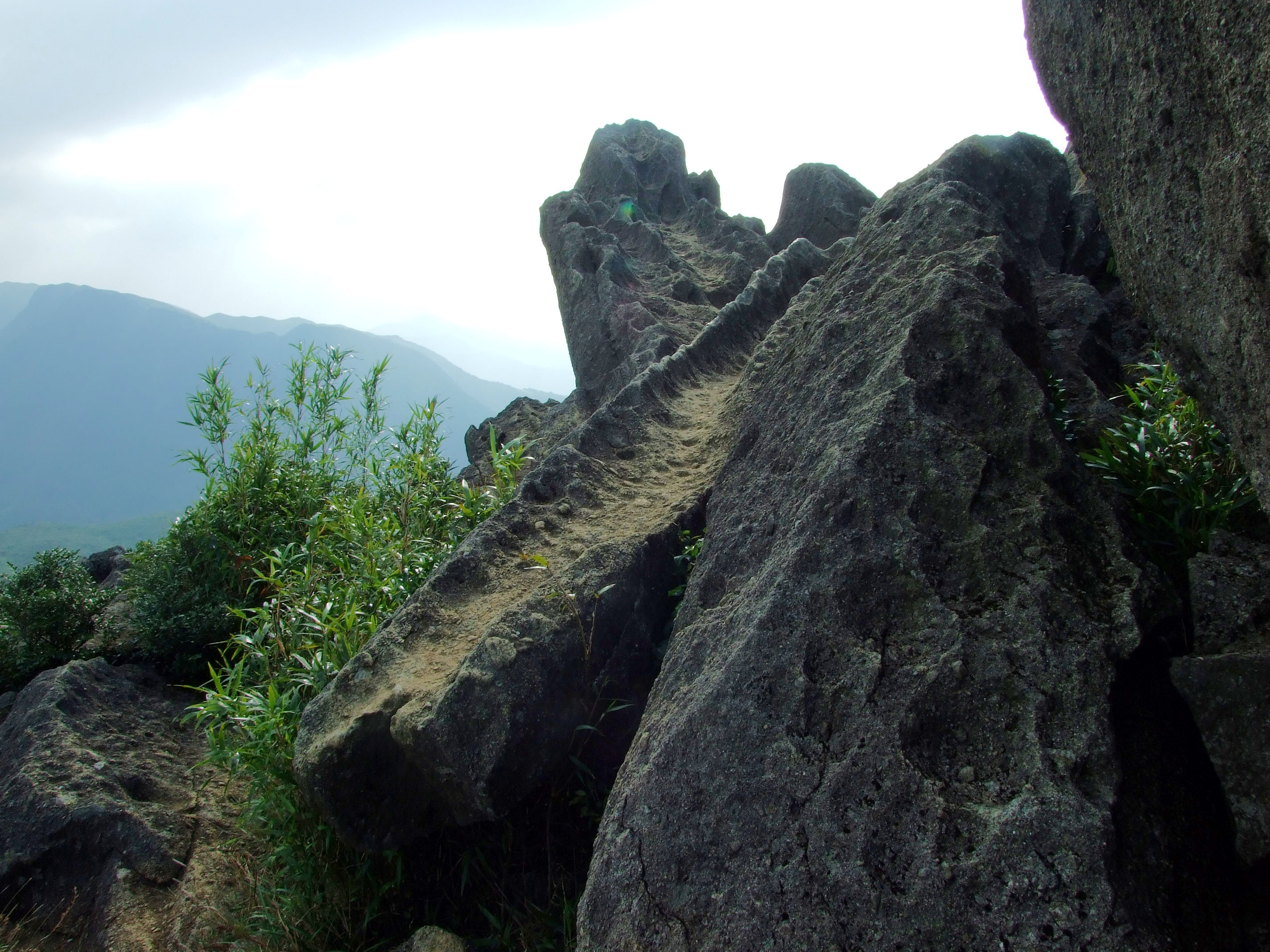
龍船石
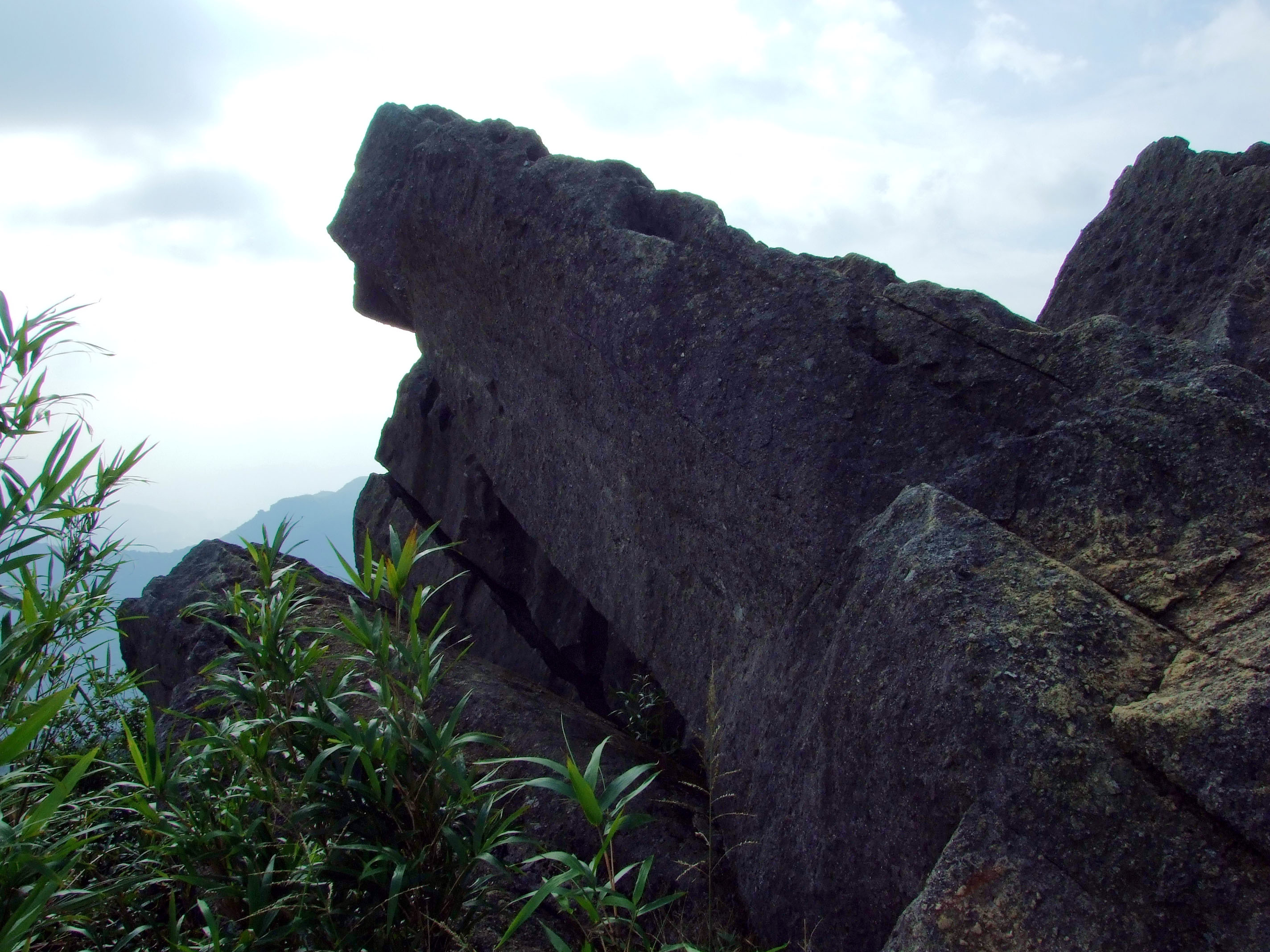
鱷魚張口
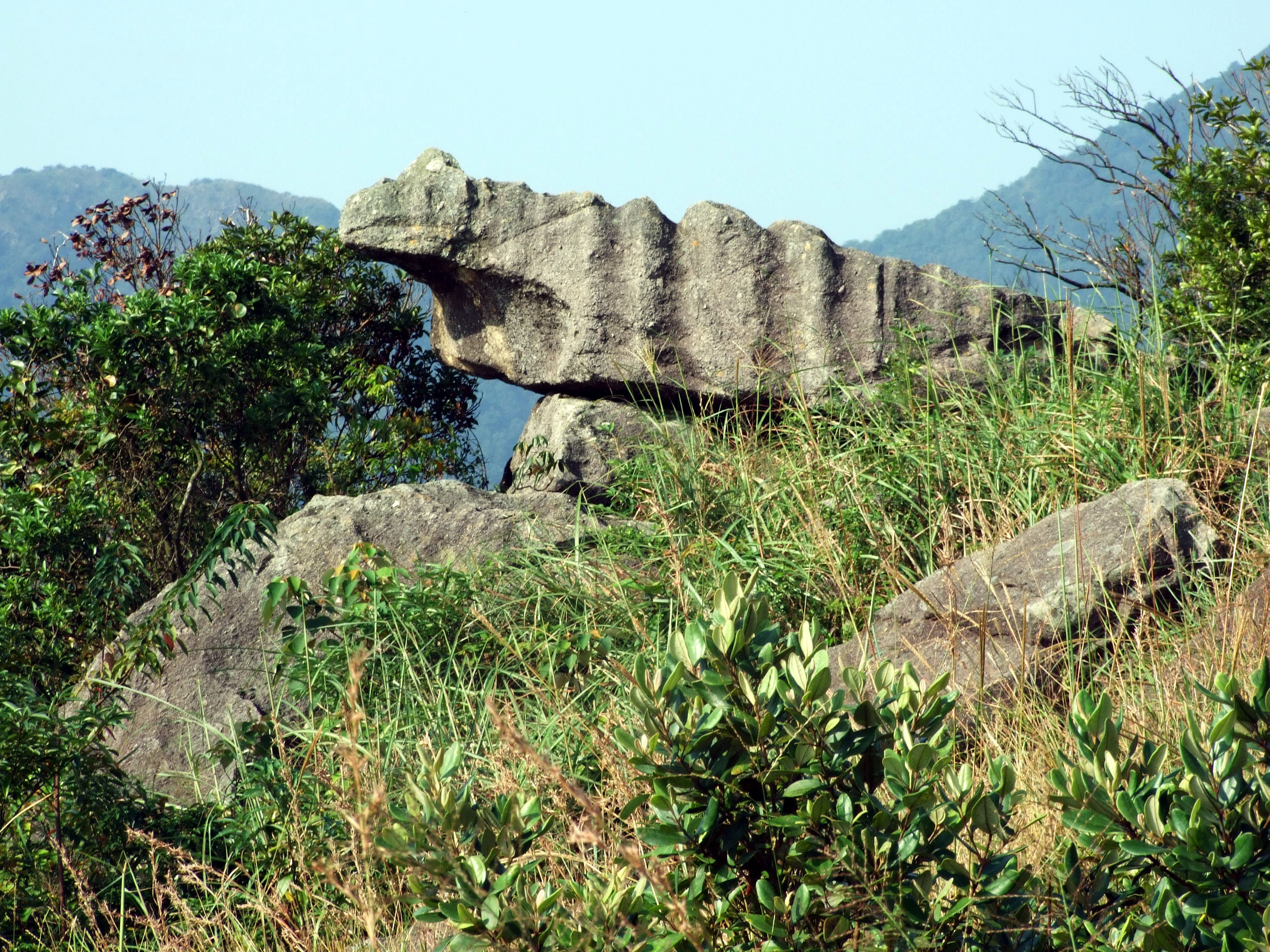
蜥蜴望海
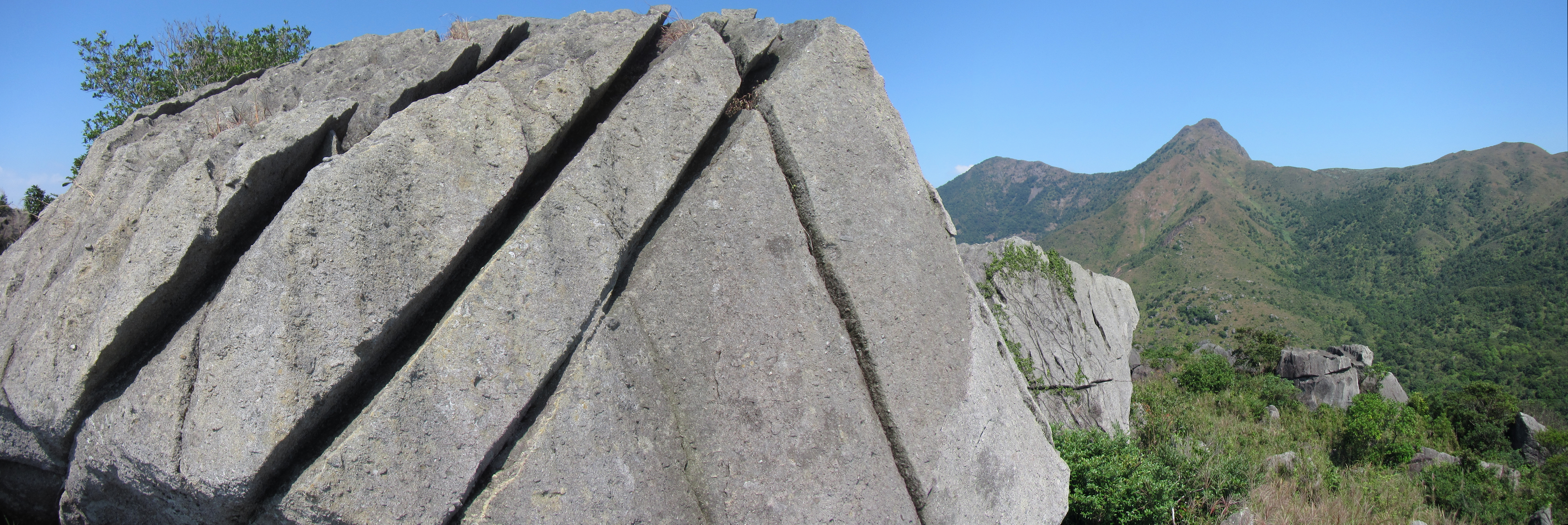
試劍石

### 石壟仔石林
可從東峰西坡下降或由石壟仔舊村村後上溯進入廣闊的石壟仔石林，這片「石頭叢林」是由層層叠叠的巨礫覆蓋著一兩條深達30米以上的山溝，與鹿巢頂石林的岩石同一類型，估計東峰過去是一個石崖，因構造運動的破壞和風化侵蝕，慢慢向西南面坍塌倒下，填滿石崖下的山溝，形成這片深不見底的天然石塊堆集區。

### 鹿巢坳石林
可由富安花園或梅子林經引水道登臨，位於斷層西北面，主要為「斑狀細粒花崗岩」和「中粒花崗岩」，與香港一般山頭的石景無異。

## 石壟仔澗
「石壟仔澗」，又稱「石壟仔坑」，源起大金鐘，蛇曲於昂平的高原草田區，經「石壟仔舊村」後，中段「白水岩」三層「石壟仔瀑」流瀉於板岩之上，遠至梅子林亦可望到，下段匯合茅坪坑，再接梅大石澗流落大水坑。